# پارک ملی آیل رویال
پارک ملی آیل رویال (به انگلیسی: Isle Royale National Park) یک پارک ملی در میشیگان در آمریکا است.
مساحت این پارک ۲۳۱۴ کیلومتر مربع است، و در مجاورت دریاچه سوپریور قرار دارد.